# Galitsyn
Galitsyn (del ruso: Галицын) es un jútor del raión de Slaviansk del krai de Krasnodar, en el sur de Rusia. Está situado en la orilla izquierda del Protoka, uno de los distributarios del delta del Kubán, 27 km al norte de Slaviansk-na-Kubani y 90 al noroeste de Krasnodar, la capital del krai. Tenía 1 883 habitantes en 2010.
Es cabeza del municipio Kírovskoye, al que pertenecen asimismo Pogorelovo, Bélikov y Krasnoarmeiski Gorodok.

## Historia
La localidad fue fundada oficialmente en 1836 por el cosaco Markiya Galitsa, que junto a sus tres hijos recibió estas tierras por sus servicios militares.

## Lugares de interés
Cerca del jútor se halla un memorial sobre la fosa en la que están enterrados los defensores y liberadores de la población durante la Gran Guerra Patria en 1942-1943.

## Economía
La principal empresa de la localidad es ZAO Novopetróvskoye, agrícola y PSK OAO Slavianski Kirpich, dedicada a la fabricación de ladrillos.

## Servicios sociales
En la localidad existen un jardín de infancia, una escuela secundaria, una Casa de Cultura, una biblioteca, una escuela musical y un punto de enfermería entre otros establecimientos.